# Ringebu kommun
Ringebu kommun (norska: Ringebu kommune) är en kommun i landskapet Gudbrandsdalen i Innlandet fylke i östra Norge. Kommunens centralort är tätorten Ringebu (Vålebru).

## Administrativ historik
Ringebu kommun bildades på 1830-talet, samtidigt med flertalet andra norska kommuner.
1864 delades kommunen i Ringebu och Sollia kommuner. 1899 överfördes ett obebott område till Sollia kommun.

## Tätorter
I Ringebu kommun finns två tätorter:
- Fåvang
- Ringebu (centralort)

## Socknar
Inom Norska kyrkan är Ringebu kommun indelad i tre socknar:
- Fåvangs socken
- Ringebu socken
- Venabygds socken

Socknarna ingår i Sør-Gudbrandsdals prosteri i Hamars stift.